# 데이먼 러니언

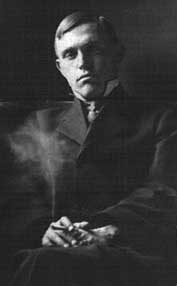
데이먼 러니언

데이먼 러니언(Damon Runyon, 1880년 10월 4일 ~ 1946년 12월 10일)은 미국의 신문 기자이자 작가이다. 뉴욕의 브로드웨이를 주요 무대로 한 단편 소설을 다수 발표하고, 영화화나 연극화도 된 작품이 많다.